# Federico Puga Borne
Federico Puga Borne (Chillán, 31 de octubre de 1855 - 13 de agosto de 1935) fue un médico, profesor y político chileno. Se desempeñó como director del Museo de Valparaíso y del Instituto de Higiene, además fue jefe del Servicio Sanitario del Ejército de Chile en la expedición en el Perú durante la Guerra del Pacífico y posteriormente presidente de la Sociedad Científica de Chile.

## Biografía

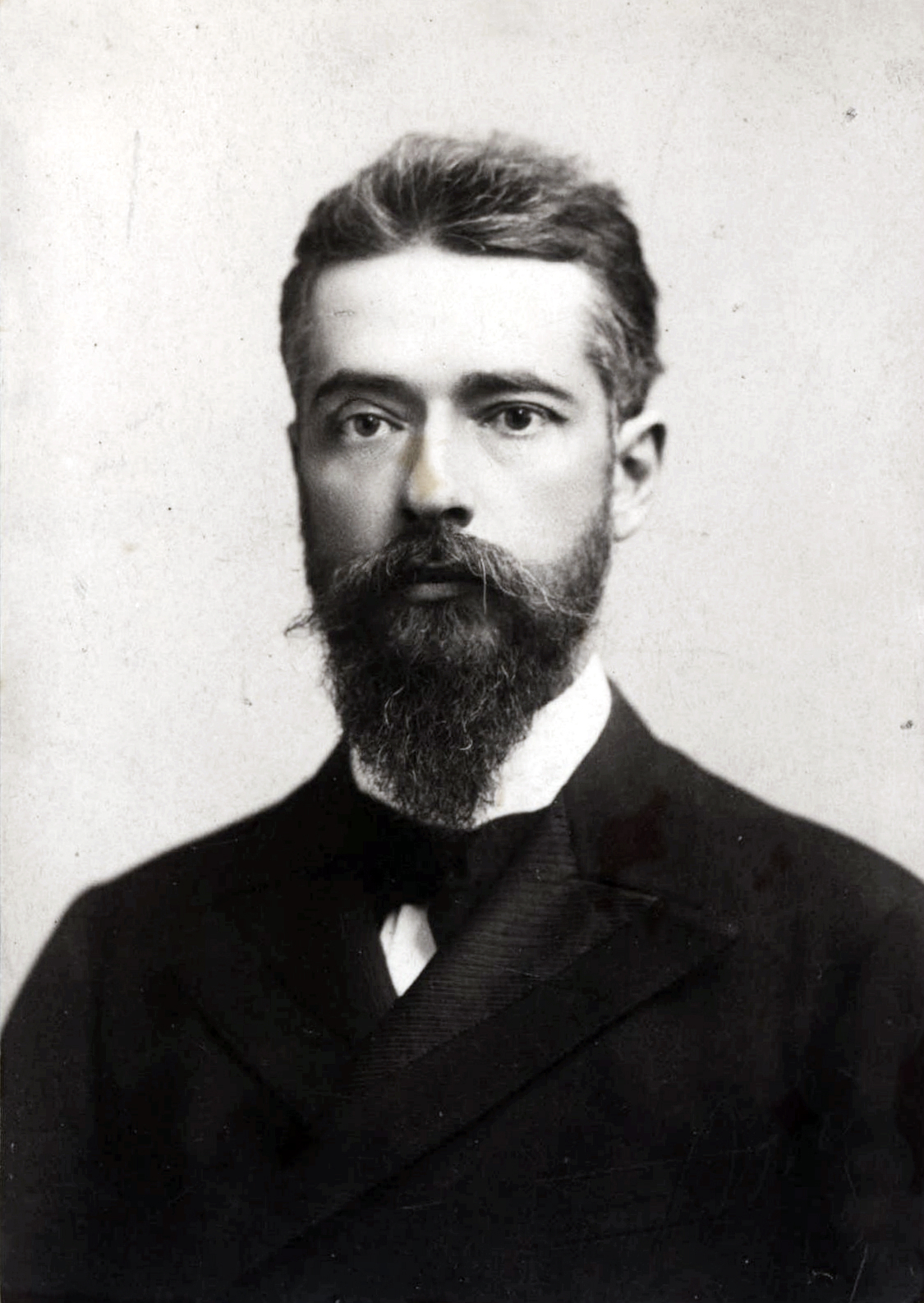
Federico Puga Borne.

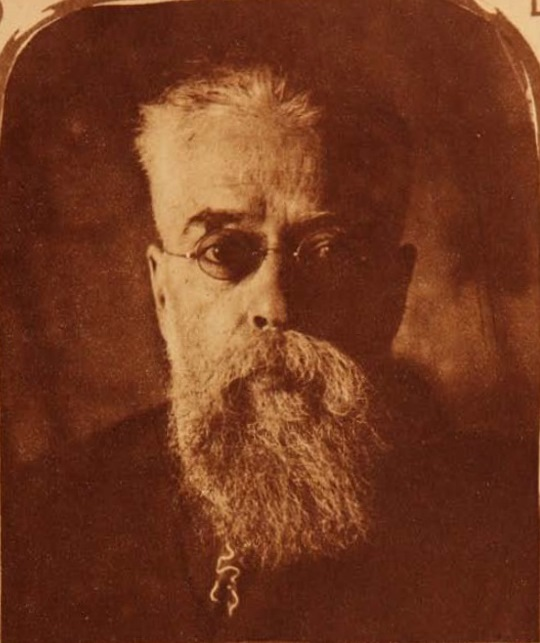
Federico Puga Borne circa 1917.

Nació en Chillán, el 31 de octubre de 1855. Su padre fue Federico Puga Vidaurre, quien tenía nexos genealógicos con Rosario Puga; y su madre fue Nieves Vitalia Borne Puga, quien a su vez, tenía nexos genealógicos con Isabel Riquelme.
Sus estudios primarios los realizó en el Liceo de Hombres de Chillán, cuales fueron complementados con estudios de violín y piano en Concepción. Posteriormente, emigra a Santiago de Chile, donde realizó sus estudios en el Instituto Nacional, y finalmente en la Facultad de Medicina de la Universidad de Chile, titulándose de médico-cirujano en 1878.
Trabajó como profesor de geografía física, cosmografía e historia natural del Liceo de Hombres de Valparaíso, empleo que en 1878, complementó con el cargo de director del Museo de Historia Natural de Valparaíso.
Tras estallar la guerra del Pacífico, participó como médico y en 1881 se le confirió la jefatura del servicio sanitario durante las batallas de Chorrillos y Miraflores, y en la Campaña de la Breña.
Después de la guerra, ejerció la medicina y la docencia, en la Universidad de Chile y a la escritura de textos científicos y de prensa. En 1892 se le nombró director del Instituto de Higiene. En 1894 fue elegido presidente de la Sociedad Científica de Chile.
Falleció el 13 de agosto de 1935.

## Carrera política
Como Diputado:
- Entre 1873 hasta 1879 fue diputado suplente por Parral.
- Entre 1879 y 1885 diputado propietario por Chillán.
- Entre 1885-1888, fue diputado suplente por Bulnes.[2]
- Entre 1888-1891, diputado propietario por San Felipe.[2]

Como Senador
- Durante dos periodos, entre 1897-1909, fue elegido senador por Ñuble,[2] destacándose durante cinco meses, en 1903, como Vicepresidente del Senado de Chile.[2]

Como Ministro de estado:
- 4 veces ministro de Justicia e Instrucción,[2]
- 4 veces ministro de Relaciones exteriores[2]
- Ministro del Interior[2]

Como diplomático:
- En 1909 participó en Brasil en las negociaciones que culminaron en la firma del Pacto ABC
- En 1920, el gobierno le encomendó la misión de contactarse en Lima, con el presidente Leguía para procurar el arreglo de la Cuestión de Tacna y Arica gestión que iniciará las negociaciones del Tratado de Lima en 1929 y culminarán con devolución de Tacna.